# Reformat catalític
El  reformat catalític  és un procés químic utilitzat en el refinament del petroli. És fonamental en la producció de gasolina.
El seu objectiu és augmentar el nombre d'octà de la nafta pesada obtinguda en la destil·lació atmosfèrica del cru. Això s'aconsegueix mitjançant la transformació d'hidrocarburs parafínics i naftènics a isoparafínics i aromàtics. Aquestes reaccions produeixen també hidrogen, un subproducte valuós que s'aprofita en altres processos de refinament. Per a això s'utilitzen altes temperatures (490-531 °C), pressions moderades (10-25 bar) i catalitzadors sòlids de platí i altres metalls nobles suportats sobre alúmina. La hidroformació o hydroforming és el tipus de reformat catalític en el qual la reacció té lloc en presència d'hidrogen.
Aquest procés es duu a terme en unitats dissenyades a aquest efecte i que sovint adopten noms registrats. El més estès és el de Platforming, una llicència que pertany a UOP (Universal Oil Products), empresa nord-americana que va començar a comercialitzar-la en 1949.Altres empreses d'enginyeria també llicencien aquest procés (per exemple, l'antic Institut Francès del Petroli, que ara es diu Axens) i algunes de les grans empreses del petroli disposen de dissenys propis.

## Descripció del procés
Les unitats de reformat catalític consten generalment de tres seccions fonamentals:
- Dessulfuradora de nafta[4]
- Reformat catalític pròpiament dit
- Estabilització i fraccionament

### Dessulfuradora de nafta
Té com a objectiu eliminar el sofre i nitrogen de la nafta pesada. És imprescindible atès que són verins per al catalitzador de platí. La nafta pesada es barreja amb hidrogen. La unitat consta de dipòsit i bomba de càrrega, tren de preescalfament, forn, reactor en llit fix amb catalitzador sòlid tipus cobalt/molibdè sobre alúmina. L'efluent del reactor, un cop recuperada part de la seva energia al tren de preescalfament de la càrrega, es refreda en un aerorefrigerant i s'envia al separador d'alta pressió. D'allà passa a la columna de stripping on s'eliminen per cap dels gasos producte de la reacció (SH2, NH3, H2O). La nafta pesada dessulfuradora surt pel fons de la columna de stripping i és alimentada a la unitat de reformat pròpiament dita.

### Unitat de reformat
La nafta dessulfuradora es barreja amb un corrent d'hidrogen de reciclo i després de ser preescalfada en un tren d'intercanvi, passa al forn de càrrega on vaporitza completament. D'allà entra en els reactors de reformat. És un procés molt endotèrmic, per la qual cosa es porta a terme en diversos reactors en sèrie entre els quals hi ha intercalats forns de reescalfament. En les unitats més antigues dels reactors (tres o quatre) són de llit fix. En aquest tipus de reactor el catalitzador es desactiva amb el temps, a causa de la formació de coc que es diposita sobre els centres actius de platí i els bloqueja. Per això és necessari aturar la unitat cada dos o tres anys per regenerar amb la pèrdua de producció que això suposa.
El 1971 UOP introduir la variant anomenada CCR, on els reactors són de llit mòbil descendent, i que permet la regeneració contínua del catalitzador de platí. Per a això s'utilitza un reactor addicional on es produeix la combustió del coc amb aire. A més, atès que el coc ja no és un problema, el CCR es dissenya per a treballar a menys pressió i major temperatura, el que permet obtenir un producte amb un nombre d'octà més gran que en el procés original.
Després dels reactors el producte es refreda i depressió per separar l'hidrogen del producte líquid de la reacció.

### Secció d'estabilització i fraccionament
El producte líquid s'estabilitza en una columna dedicada a l'efecte, separant-hi el gas i gas liquat del petroli (GLP) que surten per cap i el reformat, que surt per fons. Aquest reformat té un contingut en benzè alt, al voltant del 5%, per la qual cosa és molt freqüent que es fraccioni obtenint-se un reformat lleuger, un concentrat benzènic i un reformat pesat. El benzè és un compost cancerigen i que la legislació de la majoria dels països limita en la gasolina comercial. Per tant, el concentrat benzènic es ven com a matèria primera petroquímica mentre que els reformats lleuger i pesat són usats com a components majoritaris de la benzina produïda a la refineria.